# Осухув (Великопольське воєводство)
Осухув (пол. Osuchów) — село в Польщі, у гміні Козьмінек Каліського повіту Великопольського воєводства.
Населення — 285 осіб (2011).
У 1975-1998 роках село належало до Каліського воєводства.

## Демографія
Демографічна структура станом на 31 березня 2011 року:
|          | Загалом | Допрацездатний вік | Працездатний вік | Постпрацездатний вік |
| -------- | ------- | ------------------ | ---------------- | -------------------- |
| Чоловіки | 141     | 38                 | 89               | 14                   |
| Жінки    | 144     | 37                 | 79               | 28                   |
| Разом    | 285     | 75                 | 168              | 42                   |